# Lukas Dhont
Lukas Dhont (Gent, 11 juni 1991) is een Belgisch filmregisseur en scenarioschrijver.

## Biografie
Dhont heeft een jongere broer, Michiel, die producer is. Als tiener werkte Dhont als kostuumontwerpassistent op film- en televisiesets. Dhont studeerde aan de Koninklijke Academie voor Schone Kunsten van Gent. Hij debuteerde als regisseur en scenarist met de kortfilm Corps perdu uit 2012.  Datzelfde jaar kwam ook zijn kortfilm Huid van glas uit, en schreef hij het scenario voor een andere kortfilm, De lucht in mijn keel. In 2014 schreef en regisseerde hij L'Infini die op het Film Fest Gent de "Prijs voor Beste Belgische Studentenkortfilm" won.
Zijn debuutlangspeelfilm uit 2018, Girl, waarvoor hij ook het scenario schreef, werd geselecteerd voor het eenenzeventigste filmfestival van Cannes in de sectie Un certain regard. De film werd positief onthaald, ook door de juryvoorzitter van de sectie, Benicio del Toro, en werd winnaar van de Caméra d'or (beste debuutfilm festival), de Prix FIPRESCI (internationale filmrecensenten - in de sectie Un certain regard) en de Queer Palm. De jonge acteur Victor Polster die zijn hoofdrol Lara vertolkt werd de laureaat voor de beste acteerprestatie in die Un certain regard-competitie. Op het filmfestival van Zürich kreeg de film Girl de Golden Eye Award voor beste internationale film.
Dhont was jurylid in de sectie Un certain regard op het tweeënzeventigste filmfestival van Cannes.
Zijn tweede speelfilm Close ging in première in de officiële competitie van het Filmfestival van Cannes en kreeg een 10 minuten lange staande ovatie. De film won (samen met de film Stars at Noon van Claire Denis) de Grand Prix, in rang de tweede prijs van het festival in Cannes.  " Close " is ook genomineerd voor een Oscar voor Beste buitenlandse film.
In 2023 ontving Dhont het Ereteken van de Vlaamse Gemeenschap.

## Filmografie
- 2022: Close (regie en scenario)
- 2018: Girl (regie en scenario)
- 2014: L'Infini (kortfilm, regie en scenario)
- 2012: Huid van glas (korte documentaire, regie, camera, montage)
- 2012: De lucht in mijn keel (kortfilm, scenario)
- 2012: Corps perdu (kortfilm, regie en scenario)

## Prijzen en nominaties
De belangrijkste festivalprijzen en prijzen van vakverenigingen
| Jaar | Prijs                                  | Categorie                                       | Film         | Uitslag     |
| ---- | -------------------------------------- | ----------------------------------------------- | ------------ | ----------- |
| 2023 | Academy Awards                         | Beste Internationale Film                       | Close        | Genomineerd |
| 2022 | Filmfestival van Cannes                | Gouden Palm                                     | Close        | Genomineerd |
| 2022 | Filmfestival van Cannes                | Grand Prix                                      | Close        | Gewonnen    |
| 2018 | Filmfestival van Cannes                | Queer Palm                                      | Girl         | Gewonnen    |
| 2018 | Filmfestival van Cannes                | Prix FIPRESCI                                   | Girl         | Gewonnen    |
| 2018 | Filmfestival van Cannes                | Caméra d'or                                     | Girl         | Gewonnen    |
| 2018 | Filmfestival van Zürich                | Golden Eye Award voor beste internationale film | Girl         | Gewonnen    |
| 2014 | Film Fest Gent                         | Beste Belgische Studentenkortfilm               | L'Infini     | Gewonnen    |
| 2014 | Internationaal Kortfilmfestival Leuven | Juryprijs beste Vlaamse korte live actionfilm   | L'Infini     | Gewonnen    |
| 2012 | Internationaal Kortfilmfestival Leuven | Juryprijs beste Vlaamse korte live actionfilm   | Corps Perdue | Genomineerd |

Andere eretekens
- 2018: Jo Röpcke-award
- 2018: Ultimas - Vlaamse Cultuurprijzen
- 2018: André Cavensprijs
- 2019: Cultuurprijs van de Stad Gent
- 2022: André Cavensprijs
- 2023: Ereteken van de Vlaamse Gemeenschap